# Aeroportul Jamnagar
Aeroportul Jamnagar (IATA: JGA, ICAO: VAJM) este un aeroport din Jamnagar, Jamnagar Rural Taluka⁠(d), Jamnagar district⁠(d), Gujarat, India ce deservește zona Jamnagar. Aeroportul a fost tranzitat în decembrie 2022 de 12.798 de pasageri. A fost numit după zona deservită.
Situat la o altitudine de 21 m, aeroportul dispune de o singură pistă. Este operat de Airports Authority of India⁠(d).